# Rosângela Lagos
Rosângela Teress Semedo Lagos (sinh ngày 9 tháng 5 năm 1980) là một cầu thủ bóng rổ nữ của Cabo Verde.